# ニューロシス (バンド)
ニューロシス（Neurosis）は、1985年にハードコア・パンク・バンドとして結成されたアメリカ合衆国カリフォルニア州オークランドを拠点とするポストメタル・バンドであり、ドゥームメタル、ダーク・アンビエント、インダストリアル、民族音楽などの要素を統合した音を特徴とする。2009年のイギリス『Terrorizer』誌では「過去20年で最も影響力の高いバンド」と評された。

## 略歴

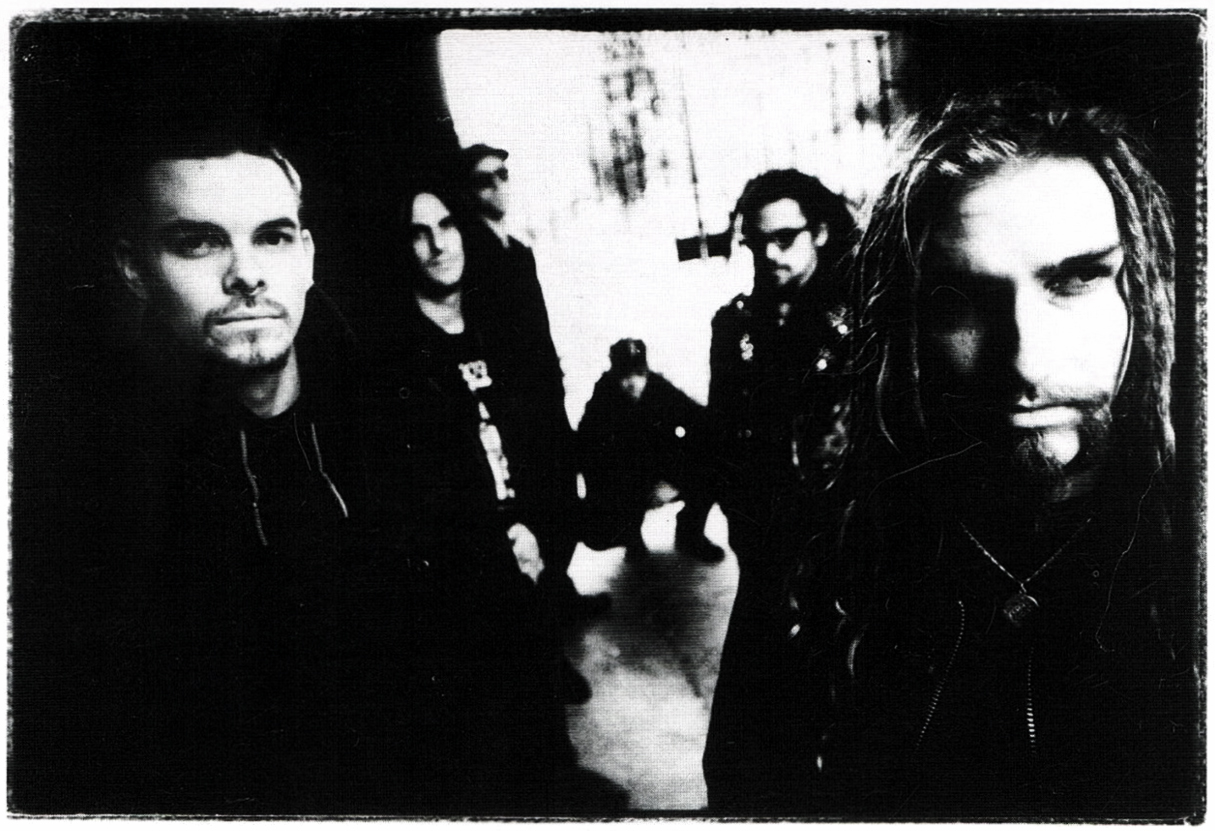
プロモーション写真（1992年）

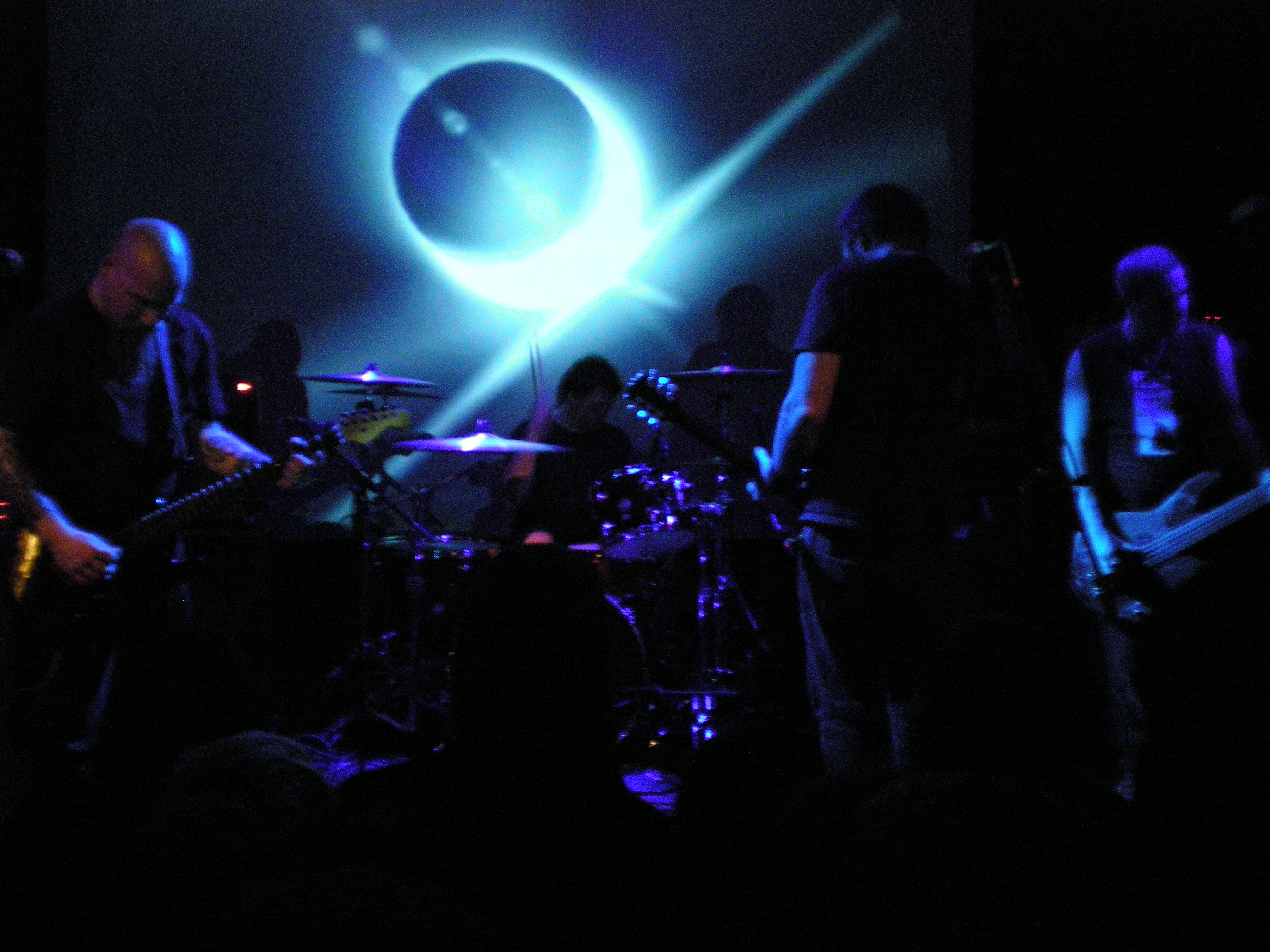
ニューロシス（2008年）

1985年、ニューロシスはスコット・ケリー、デイヴ・エドワードソン、ジェイソン・ローダー（元Violent Coercion）の3名により、イギリスのクラスト・パンク・バンド、アメビックスのようなハードコア・パンク・バンドを志向して結成された。
1986年、チャド・ソルターがギタリストとして加入。1990年、サイモン・マキロイがシンセサイザーとサンプラー担当として加入。1989年、ソルターが脱退しスティーヴ・フォン・ティルが加入。1995年にはマキロイに代わりノア・ランディスが加入した。
セカンド・アルバム『THE WORD AS LAW』からサード・アルバム『ソウルズ・アット・ゼロ』にかけて、ニューロシスはハードコア・パンクからエクスペリメンタル（ポストメタル）へとそのサウンドを変化させていった。
1996年、アメリカのリラプス・レコードからアルバム『THROUGH SILVER IN BLOOD』をリリースし一躍注目を浴び、パンテラと全米ツアーを行う。1999年、アルバム『タイムス・オブ・グレイス』をリリース。またアンビエント/実験音楽のサイド・プロジェクト、Tribes of Neurotを開始。
2000年、インディペンデント・レーベル「Neurot Recordings」を立ち上げた。

## メンバー

### 現在のメンバー
- デイヴ・エドワードソン (Dave Edwardson) - ベース (1985年– )、ボーカル (1985年–1992年)、バック・ボーカル (1992年– )、モーグ・シンセサイザー (1998年–2000年、2004年–2005年)
- ジェイソン・ローダー (Jason Roeder) - ドラム  (1985年– )、パーカッション (1993年– )
- スティーヴ・フォン・ティル (Steve Von Till) - ギター、ボーカル (1989年– )、パーカッション (1993年–2000年)
- ノア・ランディス (Noah Landis) - キーボード、シンセサイザー、エフェクト、プログラミング、サンプリング、サウンド (1995年– )、バック・ボーカル (1998年–2000年、2006年– )

### 旧メンバー
- スコット・ケリー (Scott Kelly) - ボーカル、ギター (1985年–2019年)、パーカッション (1993年–2000年)
- チャド・ソルター (Chad Salter) - ギター、バック・ボーカル (1986年–1989年)
- サイモン・マキロイ (Simon McIlroy) - キーボード、シンセサイザー、サンプリング、プログラミング、バック・ボーカル (1990年–1995年)

## ディスコグラフィ

### スタジオ・アルバム
- 『PAIN OF MIND』 - Pain of Mind (1987年)
- 『THE WORD AS LAW』 - The Word as Law (1990年)
- 『ソウルズ・アット・ゼロ』 - Souls at Zero (1992年)
- 『ENEMY OF THE SUN』 - Enemy of the Sun (1993年)

※「Lost」には映画『シェルタリング・スカイ』『推定無罪』『In the Year of the Pig』のサンプリングが使われている。「Burning Flesh in the Year of Pig」も『In the Year of the Pig』の音声をサンプリングしている。
- 『THROUGH SILVER IN BLOOD』 - Through Silver in Blood (1996年)
- 『タイムス・オブ・グレイス』 - Times of Grace (1999年)
- 『ア・サン・ザット・ネバー・セッツ』 - A Sun That Never Sets (2001年)
- 『ニューロシス - ジャーボウ』 - Neurosis & Jarboe (2003年) ※with ジャーボウ
- 『ジ・アイ・オブ・エヴリィ・ストーム』 - The Eye of Every Storm (2004年)
- 『ギヴン・トゥー・ザ・ライジング』 - Given to the Rising (2007年)
- Honor Found in Decay (2012年)
- 『ファイアーズ・ウィズイン・ファイアーズ』 - Fires Within Fires (2016年)